# 霊山寺 (静岡市)
霊山寺（れいざんじ）は静岡県静岡市清水区大内にある真言宗の寺院。山号は鷲峰山。本尊は千手観音。駿河三十三観音霊場第21番札所。駿河七観音第7番札所。伝承によれば天平勝宝元（749）年創建である。

## 文化財

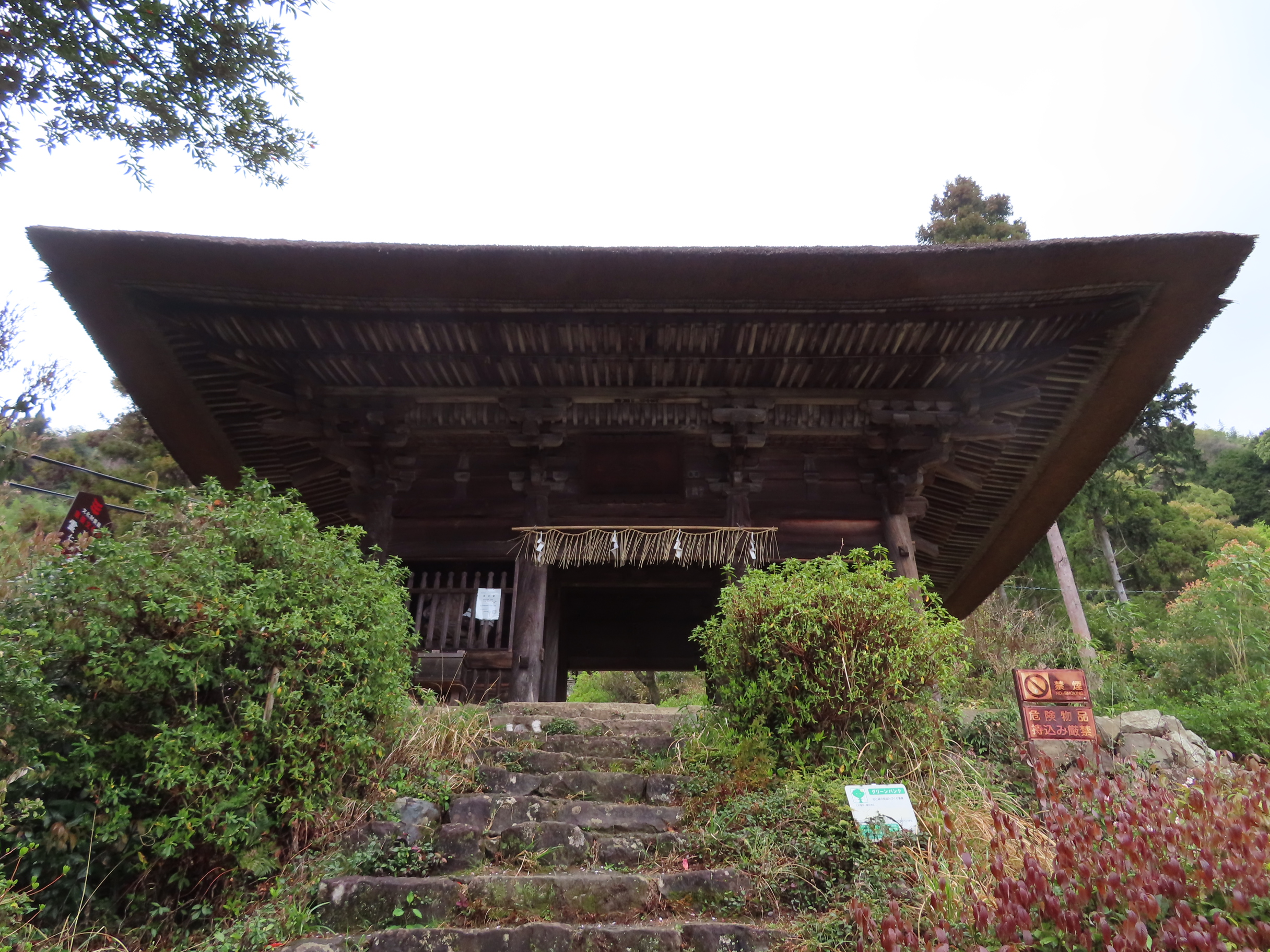
仁王門

### 重要文化財
- 仁王門[4]

### 静岡県指定有形文化財
- 木造千手観音立像（附 木造二十八部衆立像・木造風神雷神像28躯）[4]
- 木造金剛力士立像2躯[4]
- 鰐口[4]

### 静岡市指定有形文化財
- 本堂[5]
- 本堂天井図

## 交通アクセス
- 国道一号線バイパス長崎インターチェンジより車で5分
- 御門台駅より徒歩50分程度
- 草薙駅より徒歩55分程度